# Daniel Prieto
Daniel Arturo Prieto Solimano (Lima, Provincia de Lima, Perú, 19 de septiembre de 1995) es un futbolista peruano. Juega como guardameta y su equipo actual es Alianza Universidad de la Liga 2 de Perú. Tiene 29 años.

## Trayectoria

### Alianza Lima
Comenzó alternando en el equipo de reservas de Alianza Lima, en el 2012, jugando un partido ese año con el primer equipo, que fue en el empate 2-2 contra León de Huánuco en la altura.
El 23 de diciembre de 2013 se confirma como el nuevo fichaje del Rayo Vallecano "B", volviendo en la segunda mitad del año 2014, debido a un problema con su documentación.
El 27 de septiembre de 2015 jugó su segundo partido con Alianza, cumpliendo una buena actuación y dejando su arco en cero en el triunfo 1-0 contra Club Deportivo Sport Loreto. Disputó su tercer encuentro con la "blanquiazul" el 18 de octubre en Moyobamba atajando todo el partido y logrando un buen resultado por 2-2 contra Unión Comercio, tres días después tapó en el triunfo frente a Alianza Atlético de Sullana, donde tuvo diversas intervenciones muy buenas además de atajarse un penal en el minuto 3' y asistir a su compañero Gabriel Costa para el segundo de los cuatro goles aliancistas, en la siguiente fecha disputó todo el partido en la derrota frente al UTC de Cajamarca en la altura, siguió con la titularidad en la derrota en casa frente a Ayacucho FC.

### Cienciano
Para el 2019 se va cedido al Cienciano, club con el cual salió campeón y logró volver a la Liga 1.
A mediados del 2020 se marcha al Deportivo Llacuabamba, a final de año desciende de categoría.

## Selección nacional
Fue el portero titular de la Selección de fútbol sub-20 del Perú en el Campeonato Sudamericano de Fútbol Sub-20 de 2015 donde llevó a su selección hasta la Fase Final, pero se quedaron a 4 puntos de clasificar al Mundial. "Dani" atajó en 9 ocasiones y solo pudo dejar su arco invicto en el triunfo 2-0 frente a Ecuador.

## Clubes
| Club                  | País   | Año         | Partidos |
| --------------------- | ------ | ----------- | -------- |
| Alianza Lima          | Perú   | 2012 - 2013 | 1        |
| Rayo Vallecano "B"    | España | 2014        | 0        |
| Alianza Lima          | Perú   | 2014 - 2018 | 33       |
| Cienciano             | Perú   | 2019        | 17       |
| Deportivo Llacuabamba | Perú   | 2020        | 3        |
| Deportivo Municipal   | Perú   | 2021        | 0        |
| Unión Comercio        | Perú   | 2022        |          |
| Alianza Universidad   | Perú   | 2023 -      |          |

## Palmarés

### Campeonatos nacionales
| Título                    | Club         | País | Año  |
| ------------------------- | ------------ | ---- | ---- |
| Primera División del Perú | Alianza Lima | Perú | 2017 |
| Segunda División del Perú | Cienciano    | Perú | 2019 |

### Torneos cortos
| Título          | Club         | País | Año  |
| --------------- | ------------ | ---- | ---- |
| Torneo Apertura | Alianza Lima | Perú | 2017 |
| Torneo Clausura | Alianza Lima | Perú | 2017 |